# Terminal Pirituba
O Terminal Pirituba é um terminal de ônibus urbano localizado na Zona Norte de São Paulo no bairro de Pirituba, fazendo parte da Região Noroeste da capital paulista.
Entregue na gestão da então prefeita Marta Suplicy em 13 de dezembro de 2003, a estação foi inaugurada junto com os terminais Lapa e Amaral Gurgel. As solenidades também acompanharam a entrega oficial do corredor de ônibus Pirituba-Lapa-Centro, que interliga os três terminais. Seu estilo arquitetônico foi projetado pelo estúdio Una Barbara e Valentim através dos arquitetos Cristiane Muniz, Fábio Valentim, Fernanda Barbara e Fernando Viégas.
O terminal está localizado ao lado do Viaduto Raimundo Pereira de Magalhães e encontra-se a poucos metros da Estação Pirituba da Linha 7 - Rubi. Além de Pirituba, o terminal atende os moradores das regiões do Jaraguá, Perus, Taipas e São Domingos através de 27 linhas diurnas e 9 noturnas. Sua demanda diária está estimada em 35 mil passageiros por dia.
Em 2022, o Terminal Pirituba foi entregue à iniciativa privada e passou a ser administrado pelo consórcio SP Terminais Noroeste da Socicam, que realizou obras de requalificação do local finalizadas em junho de 2024.

## Galeria

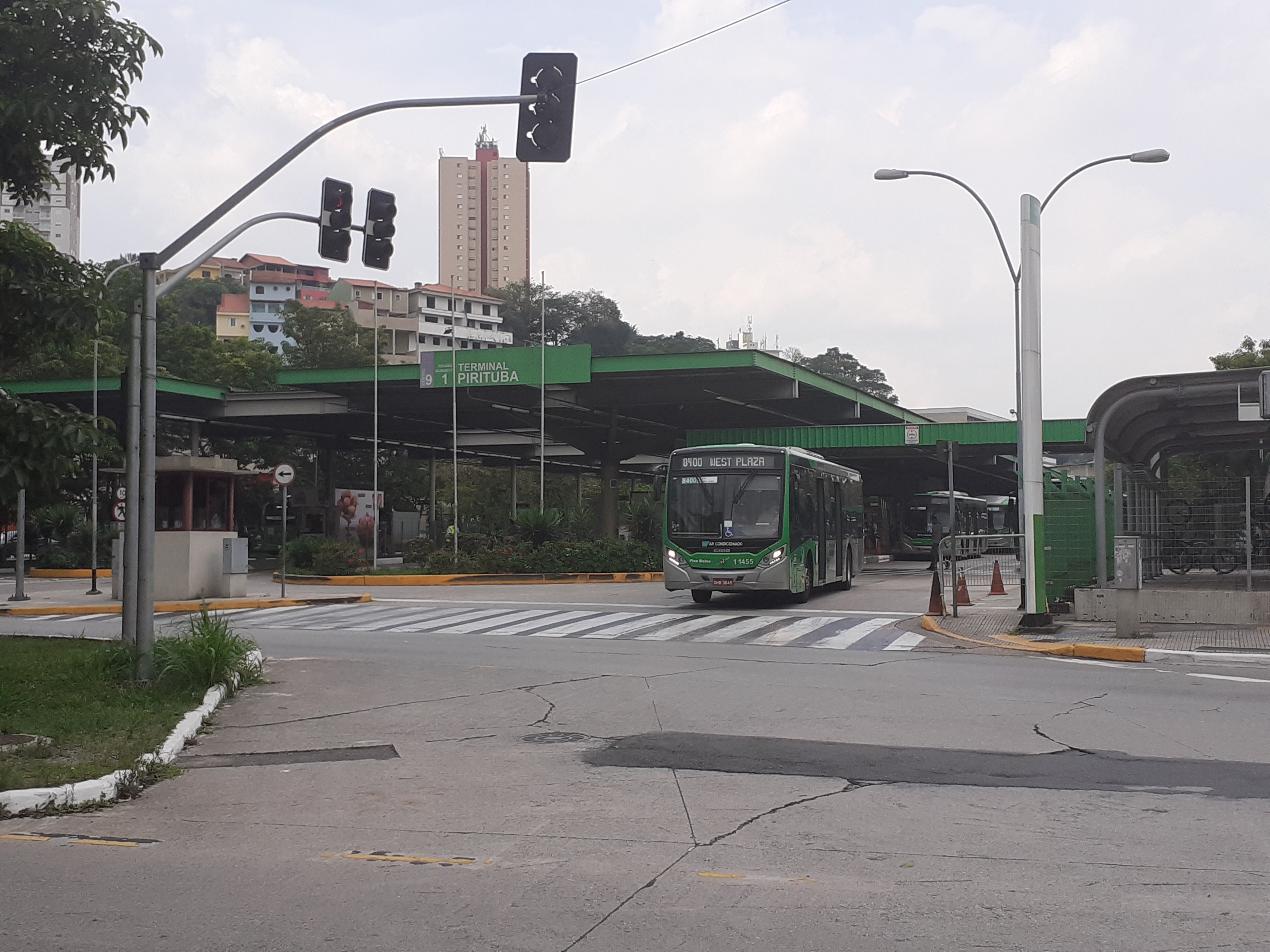
O terminal antes da reforma com a antiga informação visual da SPTrans.
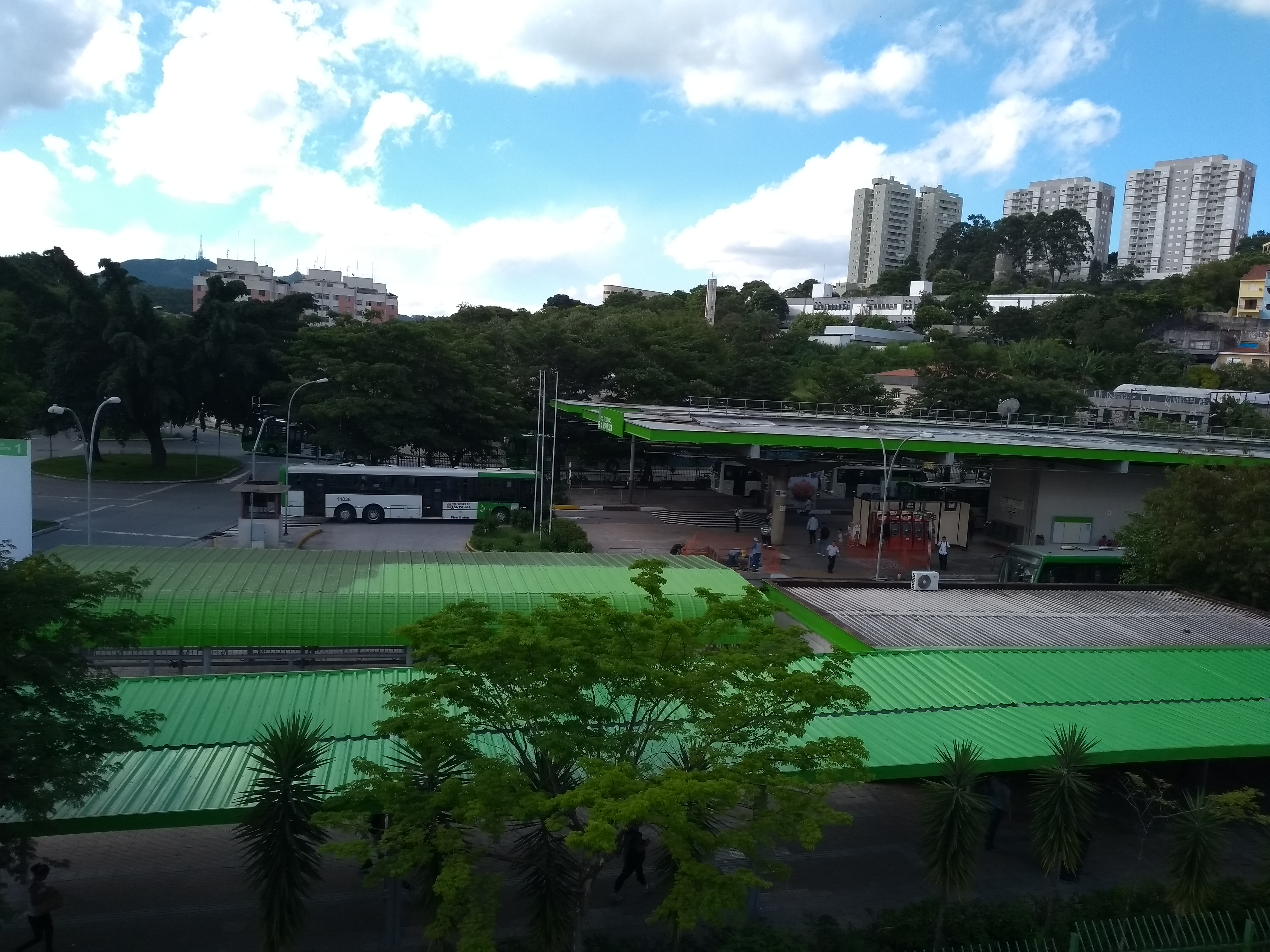
Visão do terminal a partir do Viaduto Raimundo Pereira de Magalhães.
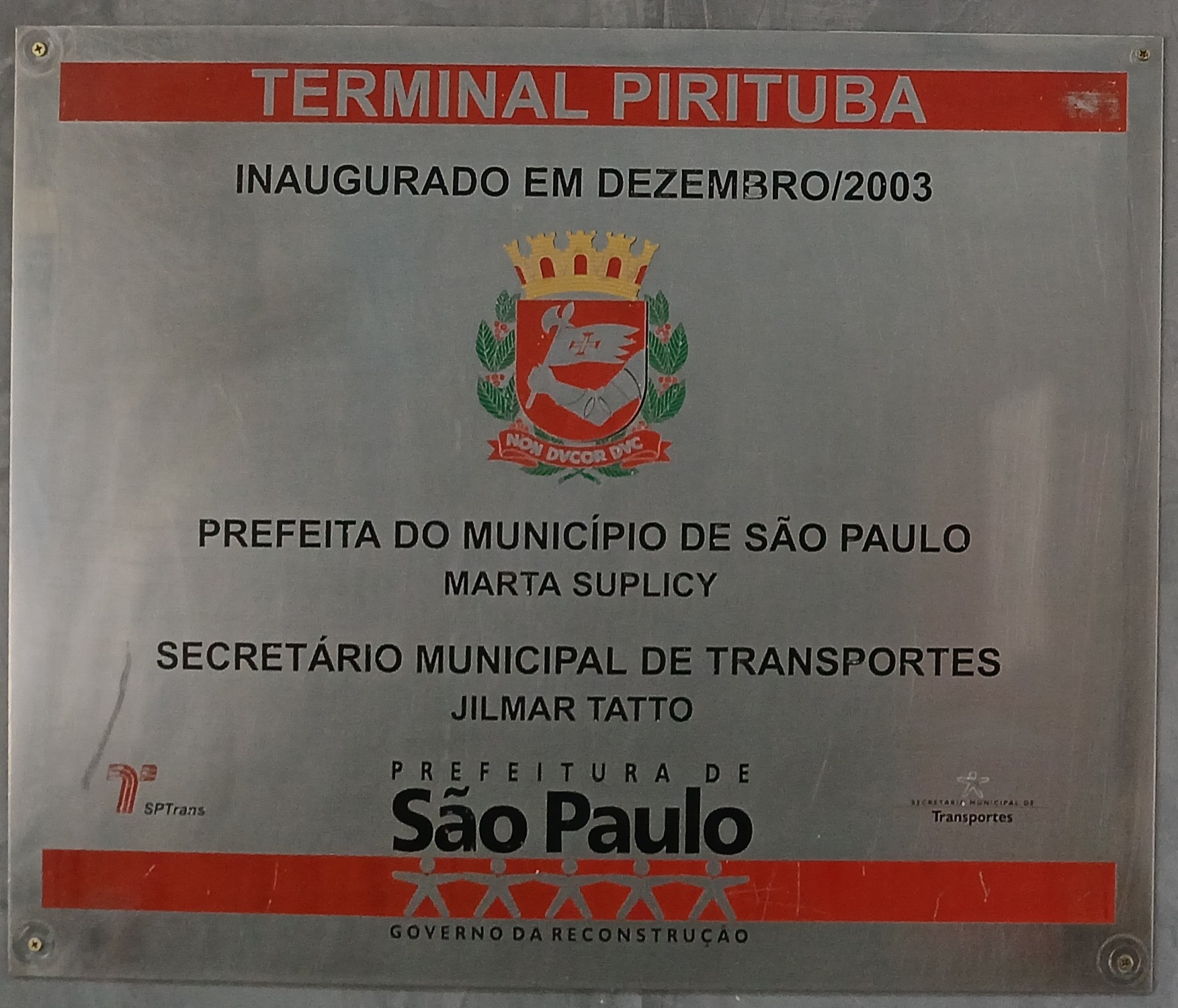
Placa de inauguração original do terminal localizada atrás do posto de atendimento.